# Terak 8510/a

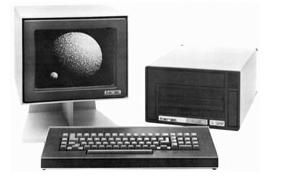
キーボードとグラフィックディスプレイを備えた Terak 8510/a ワークステーション

Terak 8510/aは、1976年または1977年の、ビットマップ・グラフィックディスプレイを搭載した最初のデスクトップ・パーソナルコンピュータの一つである。これは、LSI-11互換プロセッサ、グラフィカル・フレームバッファ、ダウンロード可能なフォントを備えたテキストモードを持つデスクトップ・ワークステーションであった。プロセッサ、ディスプレイ、キーボードを合わせた質量は約50ポンド(約23kg)である。MMUを搭載していないにもかかわらず、UNIXバージョン6の省略版を実行することができた。これは、UCSD p-System が広く使われた最初のパーソナルマシンであった。1970年代後半から1980年代半ばにかけて、アメリカの様々な大学でPascalプログラミングを教えるために使用された。このマシンは、簡単なプログラムから即座にグラフィックを通じてフィードバックすることで、学生の学習を促した。     
1975年、ブライアン・ベンザール(Brian Benzar)、ウィリアム・メイベリー(William Mayberry)、デニス・コディマー(Dennis Kodimer)の3人の起業家が会社を設立した。Terak製品は、1976年から1984年までアリゾナ州スコッツデールで製造された。売上高は1,000万ドルに達し、Terakは1983年から84年にかけて株式公開された。オリジナルのフレームバッファ中心の8510/aに加えて、カラーグラフィックスやUnixワークステーションなどの製品が開発された。最終的にTerakは2つの力に屈し、その1つは Sun、IBM、Appleの販売力であり、もう1つはコンピュータ業界の専門知識をほとんど持たないベンチャーキャピタリストであった。Terakのコンピュータはボストン科学博物館とジェファーソンコンピュータ博物館に展示された。   